# Geoffrey Khan
Geoffrey Khan (født 1. februar 1958 i Cheltenham, Storbritannien) er forsker og siden 2012 professor i hebræisk ved University of Cambridge. Hans fag er aramæisk, og han har medvirket til kritisk bibelforskning. Han har bl.a. udarbejdet vejledninger i aramæisk grammatik.